# صف دوطرفه
در علوم کامپیوتر یک صف دوطرفه (Double ended queue یا dequeue) نوعی نوع داده انتزاعی است که یک صف را تعمیم می‌بخشد به طوری که بتوان هم از ابتدای صف و هم از انتهای صف حذف یا اضافه کرد و دسترسی داشت.

## ویژگی‌ها
این ساختمان داده هم مانند صف از عملکرد بر اساس سیاست FIFO (خروج به ترتیب ورود) و هم مانند پشته از عملکرد بر اساس سیاست LIFO (خروج به ترتیب عکس ورود) پشتیبانی می‌کند.
به همین دلیل می‌توان گفت پشته و صف خاص شده‌های صف دوطرفه هستند و می‌توان هر دو را با استفاده از صف دو طرفه پیاده‌سازی کرد.

## توابع

حذف و اضافه در صف دوطرفه

در صف دو طرفه دو عمل اصلی صف و پشته (حذف و اضافه) تبدیل به چهار عمل اصلی به صورت اضافه کردن به ابتدا، اضافه کردن به انتها، حذف از ابتدا، حذف از انتها می‌شوند. همچنین معمولاً از توابعی برای دسترسی به عنصر اول و آخر صف استفاده می‌شود.
نام این عملیات در زبان‌های مختلف متفاوت است. می‌توانید تعدادی از نام توابع صف را در زبان‌های برنامه‌نویسی در جدول زیر مشاهده کنید.
| توابع                           | نام مشهور    | Ada           | C++        | Java       | Perl       | PHP           | Python     | Ruby    | JavaScript              |
| ------------------------------- | ------------ | ------------- | ---------- | ---------- | ---------- | ------------- | ---------- | ------- | ----------------------- |
| اضافه کردن عنصر به انتهای آرایه | inject, snoc | Append        | push_back  | offerLast  | push       | array_push    | append     | push    | push                    |
| اضافه کردن عنصر به اول آرایه    | push, cons   | Prepend       | push_front | offerFirst | unshift    | array_unshift | appendleft | unshift | unshift                 |
| حذف عنصر انتها                  | eject        | Delete_Last   | pop_back   | pollLast   | pop        | array_pop     | pop        | pop     | pop                     |
| حذف عنصر ابتدا                  | pop          | Delete_First  | pop_front  | pollFirst  | shift      | array_shift   | popleft    | shift   | shift                   |
| برگرداندن عنصر انتها            |              | Last_Element  | back       | peekLast   | $array[-1] | end           | <obj>[-1]  | last    | <obj>[<obj>.length - 1] |
| برگرداندن عنصر ابتدا            |              | First_Element | front      | peekFirst  | $array[0]  | reset         | <obj>[0]   | first   | <obj>[0]                |

## پیاده‌سازی
معمولاً صف دوطرفه را با استفاده از آرایه پویا یا فهرست پیوندی دوطرفه پیاده‌سازی می‌کنند.
به طور مثال پیاده‌سازی ای از صف دوطرفه با استفاده از آرایه پویا در زبان برنامه‌نویسی پایتون به صورت زیر است:
```
class
 
Deque
:

    
#Constructor

    
def
 
__init__
(
self
):

        
self
.
elements
 
=
 
[]

    
#Insert element at front

    
def
 
addFront
(
self
,
 
element
):

        
self
.
elements
.
append
(
element
)

    
#Insert element at back

    
def
 
addBack
(
self
,
 
element
):

        
self
.
elements
.
insert
(
0
,
element
)

    
#Remove first element

    
def
 
removeFront
(
self
):

        
self
.
elements
.
pop
()

    
#Remove last element

    
def
 
removeBack
(
self
):

        
self
.
elements
.
pop
(
0
)

    
#Return first element

    
def
 
first
(
self
):

        
return
 
self
.
elements
[
0
]

    
#Return last element

    
def
 
last
(
self
):

        
return
 
self
.
elements
[
len
(
self
.
elements
)
-
1
]

    
#Return current size of deque

    
def
 
size
(
self
):

        
return
 
len
(
self
.
elements
)

```

## پیچیدگی
در صورت پیاده‌سازی با آرایه پویا یا فهرست پیوندی دوطرفه تمام عملیات از {\displaystyle O(1)} می‌باشد.